# 朱莉安娜·亚当斯
朱莉安娜·亚当斯（英語：Julianne Adams，1966年7月11日—），澳大利亚女子篮球运动员。她曾代表澳大利亚参加1996年和2000年夏季残疾人奥林匹克运动会篮球比赛，其中2000年夏季残奥会获得一枚银牌。